# ابو امیر
ابو امیر در یمن است که در استان ابین واقع شده‌است.